# Musikproduktion Dabringhaus & Grimm
Die Musikproduktion Dabringhaus & Grimm (MDG) ist ein Independent-Label für klassische Musik in Detmold. Es wurde 1978 gegründet von den Tonmeistern Werner Dabringhaus und Reimund Grimm (* 7. Februar 1951; † 15. August 2020 in Lage bei Detmold).
Als erste Schallplatte des Labels erschien die 1976 aufgenommene Petite Messe Solennelle von Gioacchino Rossini in der Fassung mit zwei Klavieren und Harmonium mit dem Bachchor Gütersloh unter Leitung von Kirchenmusikdirektor Hermann Kreutz. Zu den regelmäßig bei MDG veröffentlichenden Künstlern gehören das Leipziger Streichquartett, die Ensembles Musica Alta Ripa und Consortium Classicum, das Beethoven-Orchester Bonn, die Organisten Rudolf Innig und Ben van Oosten, der Cembalist Bernhard Klapprott und die Pianisten Christian Zacharias, Stefan Irmer sowie Claudius Tanski und Steffen Schleiermacher. Zusätzlich hat MDG einen Exklusivvertrag mit dem Sinfonieorchester Wuppertal.
MDG ist Mitglied im eingetragenen Verein CLASS – Association of Classical Independents in Germany(unabhängige Tonträgerhersteller und Vertriebe aus den Bereichen Klassik, Weltmusik und Jazz).

## Preise
- Echo Klassik Preis 2006 für die „Beste Surround-Aufnahme des Jahres“
- Im Jahr 2011 wurden sieben Künstler von MDG mit ECHO-Klassik-Preisen ausgezeichnet.[3] Unter anderem erhielten Christian Zacharias mit dem Orchestre de Chambre de Lausanne die Auszeichnung für die beste Surround-Einspielung sowie Thomas Honickel, Christian Firmbach und das Beethoven Orchester Bonn den Klassik für Kinder-Preis.